# Fyrkant (sexualitet)
För den geometriska figuren, se: fyrkant

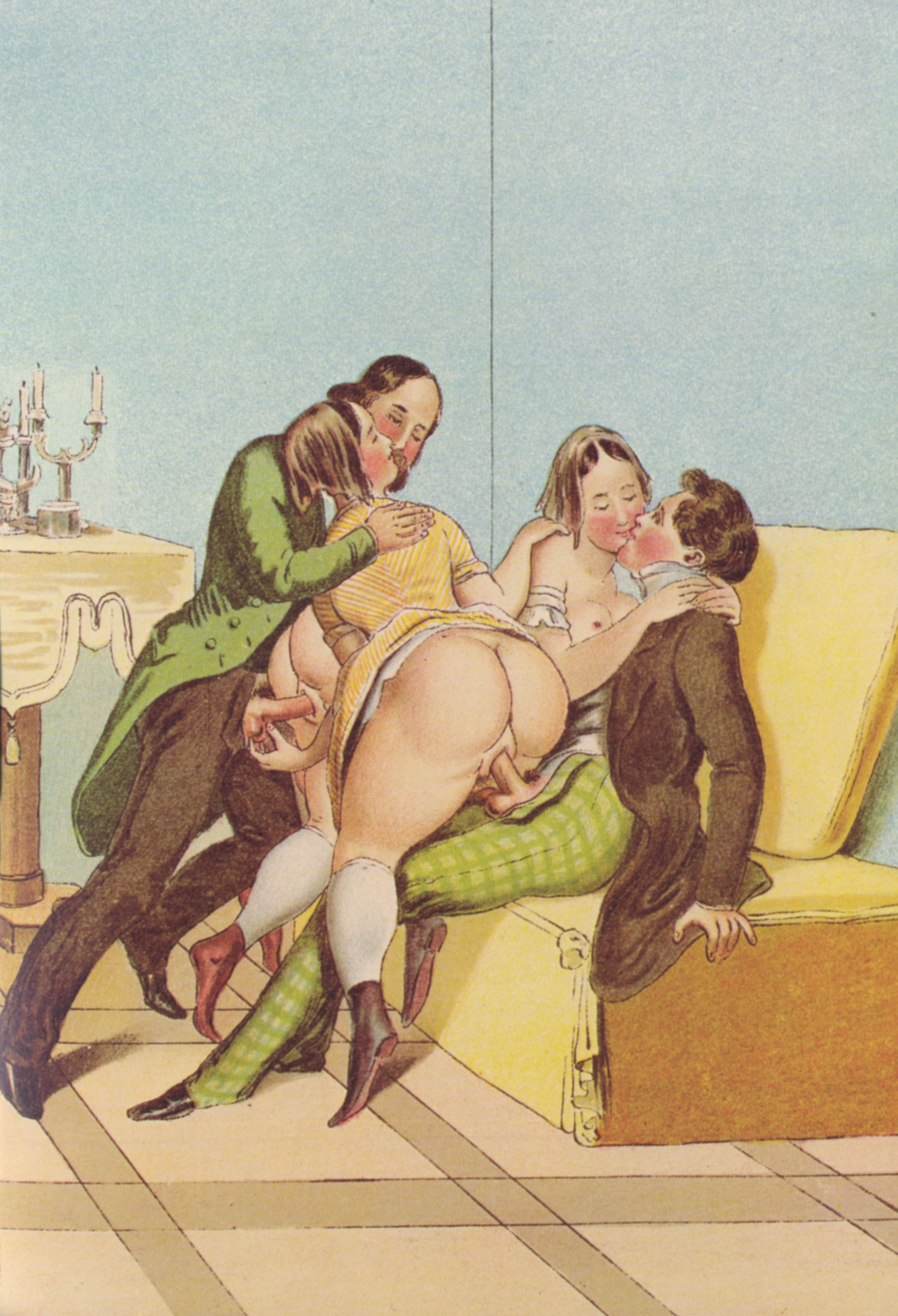
Två par som utövar fyrkant. Illustrerad av Peter Fendi.

En fyrkant är en form av gruppsex där fyra personer deltar. Det kan vara fyra individer som är anonyma gentemot varandra eller en variant av swinging (partnerbyte) där två par utövar fyrkant alternativt någon annan konstellation av fyra personer. Till skillnad från gruppsex är antalet individer fyra givet av benämningen på aktiviteten och i kontrast mot gang bang är inte en enskild person i fokus under den sexuella akten vid fyrkant.